# CityEL

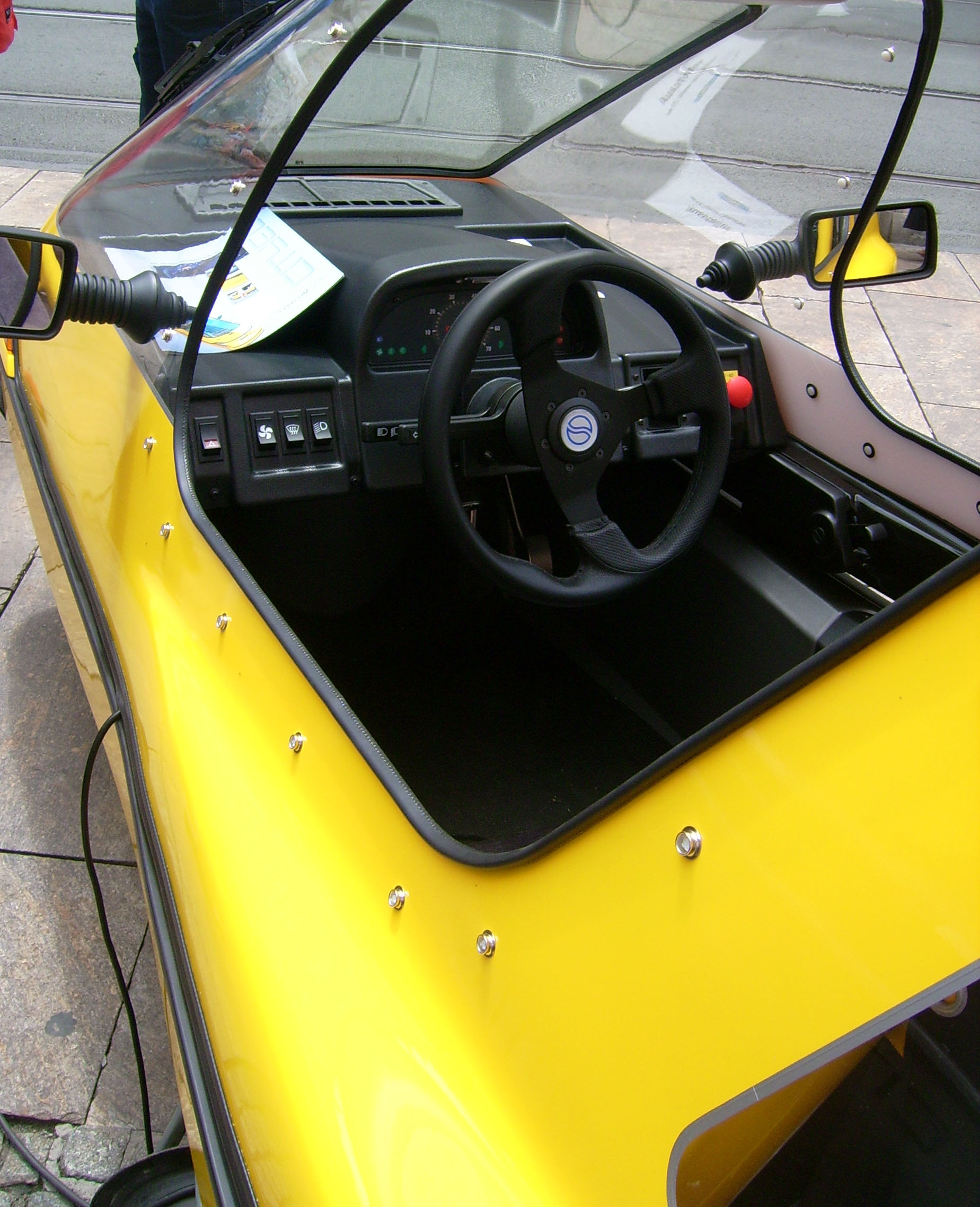
Wnętrze CityEL

CityEL – trójkołowy mikrosamochód elektryczny produkowany przez niemiecką firmę Citycom AG.

## Historia
Pojazd CityEL powstał w 1987 roku. Pierwotnie był produkowany w Danii przez spółkę Eltrans A/S pod marką MiniEl. W 1995 roku licencję na wytwarzanie samochodu zakupiła niemiecka firma Citycom AG i po modernizacji projektu podjęła się jego produkcji pod marką CityEL. Do napędu wykorzystywany jest silnik elektryczny, którego moc maksymalna wynosi 4,5 kW (6,1 KM), a znamionowa 2,5 kW (3,4 KM).

## Modele
- CityEL Basic
- CityEL Fun